# Емельянова, Олеся Владимировна
Оле́ся Влади́мировна Емелья́нова — практикующий педагог и изобретатель, сценарист, разработчик настольных игр, игрушек, обучающих методик и наборов для детского творчества, автор сказок, басен, песен и пьес для детей.

## Биография
Начала свою поэтическую деятельность в 1994 году. За это время Олесей Владимировной написано более 150 пьес и инсценировок для детских театров, свыше 350 басен и огромное количество стихотворений, потешек, задачек и загадок в стихах для детей. Также она создаёт инсценировки для детских театров по произведениям классиков русской и советской поэзии (Пушкин, Крылов, Маршак, Твардовский и др.).
Работу в отрасли настольно-печатных игр и детских игрушек начала в 1999 году. К 2013 году фирмами Звезда, Русский Стиль, Десятое королевство и др. было выпущено более 500 наименований продукции различной тематики и для различного возраста общим тиражом более 10 млн экземпляров.

## Произведения

### Пьесы
- 2001 — «Кот наоборот»
- 2001 — «Гуси-лебеди»
- 2001 — «Волшебная лампа Аладдина»[1]
- 2002 — «Новогодняя сказка»
- 2004 — «Огниво»
- 2004 — «Свинопас»
- 2005 — «Дюймовочка»
- 2006 — «Золотой ключик, или приключения Буратино»[2][3]
- 2006 — «Хвастунишка»
- 2006 — «Дело мастера боится»
- 2006 — «Мы в профессии играем»
- 2008 — «Щепотка соли»
- 2008 — «Волк и семеро козлят»
- 2008 — «Змей Еремей»
- 2008 — «Вострозуб»
- 2008 — «Тарелка каши»
- 2008 — «День рождения»
- 2008 — «Хрюшины подарки»
- 2009 — «Полет фантазии»
- 2009 — «Истинная правда»
- 2010 — «Сказ о храбром рыцаре и разбойниках-лиходеях»

и многие другие.

### Сказки
- 1995 — «Сказка-шутка: Как Степан счастья искал»
- 2002 — «Яичко-невеличко»
- 2002 — «Дочь вороньего царя»
- 2003 — «Сказка о Вороне Вороновиче и царстве Кощеевом.»

### Сборники и книги детских стихов
- 1999 — «Азбука в загадках»
- 2000 — «Пальчики-зайчики»
- 2000 — «Охота на мамонта»
- 2000 — «Бавушки-забавушки»
- 2000 — «Арифметика в стихах для малышей»
- 2001 — «Ладушки-ладушки»
- 2001 — «Жили у бабуси»
- 2002 — «Сорока-ворона. Живая игрушка»
- 2003 — «Календарь»
- 2004 — «Дорожные знаки»
- 2005 — «Многозначные слова»
- 2005 — «Потешки про принцев и принцесс»
- 2006 — «Цветные сны»
- 2007 — «Вежливые слова»

и другие.

### Настольные игры
- 2002 — «Сорочинская ярмарка»
- 2002 — «Светофор»
- 2003 — «Последний герой» (по мотивам телепередачи)
- 2003 — «Викторина первоклассника»
- 2003 — «Поэтикус»
- 2003 — «Капитал»
- 2004 — «Рыжий Ап на планете аттракционов»
- 2004 — «Глюк’oza-невеста»
- 2005 — «Хрюшина азбука»
- 2005 — «Степашкина арифметика»
- 2005 — «Каркушин букварик»
- 2005 — «Шрек 2»
- 2005 — «Ледниковый период 2»
- 2006 — «Волкодав. Замок Людоеда» и «Волкодав. Путешествие в Велимор» (две игры по мотивам книги Марии Семеновой)
- 2006 — «Тачки»
- 2006 — «Спокойной ночи, малыши»
- 2006 — «Князь Владимир. Масленица»
- 2006 — «Принцессы Диснея. Волшебный мир сказок»
- 2006 — «Принцессы Диснея. Королевский бал»
- 2006 — «Русалочка. Жемчужина морских глубин»
- 2006 — «Глюк’oza-party»
- 2007 — «В поисках Немо»
- 2007 — «Экспедиция медвежонка Винни»
- 2007 — «Винни и Слонотоп»
- 2007 — «Вольт»
- 2008 — «Шрек Третий. Стань королём!»
- 2008 — «Шрек Третий. Школа волшебства»
- 2009 — «Медвежонок Винни. Викторина для малышей»
- 2010 — «Чародейки. Магия дружбы»

а также обучающие серии «Умное домино», «Тренажеры», «Говори правильно», «Учись, играя!», «Познайка» и ещё пара сотен других игр.

### Театральные постановки
- 2007 — «Золотой ключик, или приключения Буратино» в Волгоградском областном театре кукол.
- 2009 — «Волшебная лампа Аладдина» в Алматинском ГАРТЮЗе имени Натальи Сац
- 2009 — «Гуси-лебеди» в Калужском театре кукол
- 2009 — «Волк и семеро козлят» в театре кукол «Добрые сказки»
- 2009 — «Приключения Буратино» в Курском государственном театре кукол
- 2009 — «Волшебная лампа Аладдина» в театре кукол г. Находки
- 2010 — «Сестрица Аленушка и братец Иванушка» в театре кукол г. Находки

### Книги
- 2001 — Тайна чёрной дыры. Книга-игра. Тираж: 10000 экз.[4]
- 2001 — Клад Весёлого Роджера. Тираж: 10000 экз.[5]
- 2002 — Арифметика в картинках. Тираж: 10000 экз.[6]
- 2012 — Фольга. Ажурное плетение. Тираж: 6000 экз.[7]